# نظرات تغییر اقلیم توسط کشورها
نظرات تغییر اقلیم مجموع افکار عمومی است که توسط افراد بالغ برگزار می‌شود. محدودیت هزینه‌ها اغلب نظرسنجی‌ها را برای نمونه‌گیری فقط یک یا دو کشور از هر قاره محدود می‌کند یا فقط روی یک منطقه متمرکز است. به دلیل تفاوت بین سؤالات، جمله بندی‌ها و روش‌ها - مقایسه نتایج قابل اعتماد یا تعمیم آنها با نظرات در سراسر جهان دشوار است.

در سال ۲۰۰۷ تا ۲۰۰۸ ، سازمان گالوپ افراد را از ۱۲۸ کشور جهان در اولین مطالعه جامع عقاید جهانی مورد بررسی قرار داد. سازمان گالوپ نظر خود را از جمعیت بزرگسال پانزده سال و بالاتر از طریق تلفنی یا مصاحبه‌های شخصی و در هر دو مناطق روستایی و شهری به جز در مناطقی که ایمنی مصاحبه‌کننده مورد تهدید قرار گرفته و در جزایر پرجمعیت مورد تجاوز قرار گرفته‌است، جمع کرد. مصاحبه‌های شخصی برپایه اندازه جمعیت یا جغرافیای طبقه‌بندی شده و نمونه‌گیری خوشه‌ای طی یک یا چند مرحله انجام شد. اگرچه مرزهای خطا متفاوت است، همهٔ آنها زیر ۶ ± با اطمینان ۹۵٪ بودند.

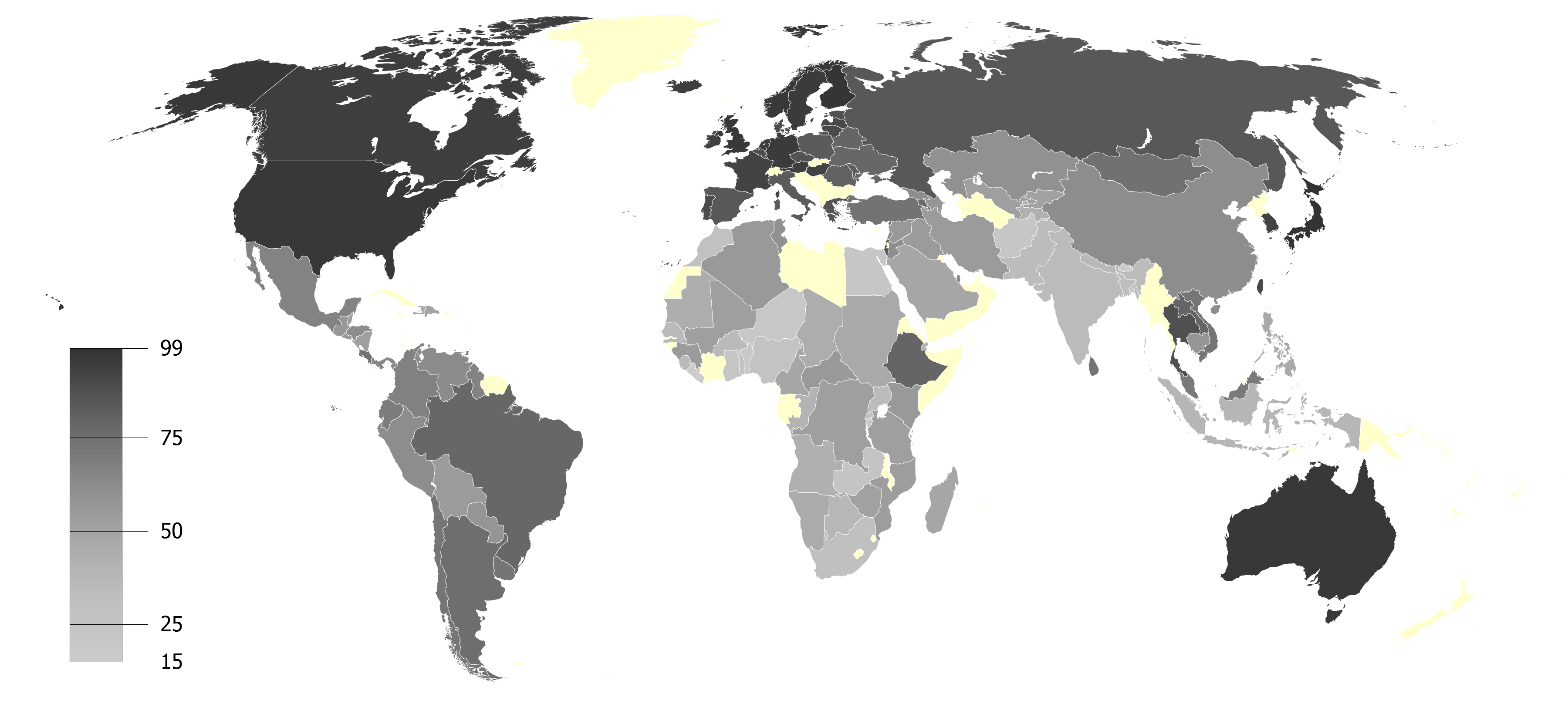
شاخص آگاهی کشورها از دانستن "چیزی" یا "بسیار" در مورد گرم شدن کره زمین خبر داده‌اند. مناطق تاریک نشانگر تعداد بیشتری از افراد آگاه است، رنگ زرد حاوی داده‌ای نیست.
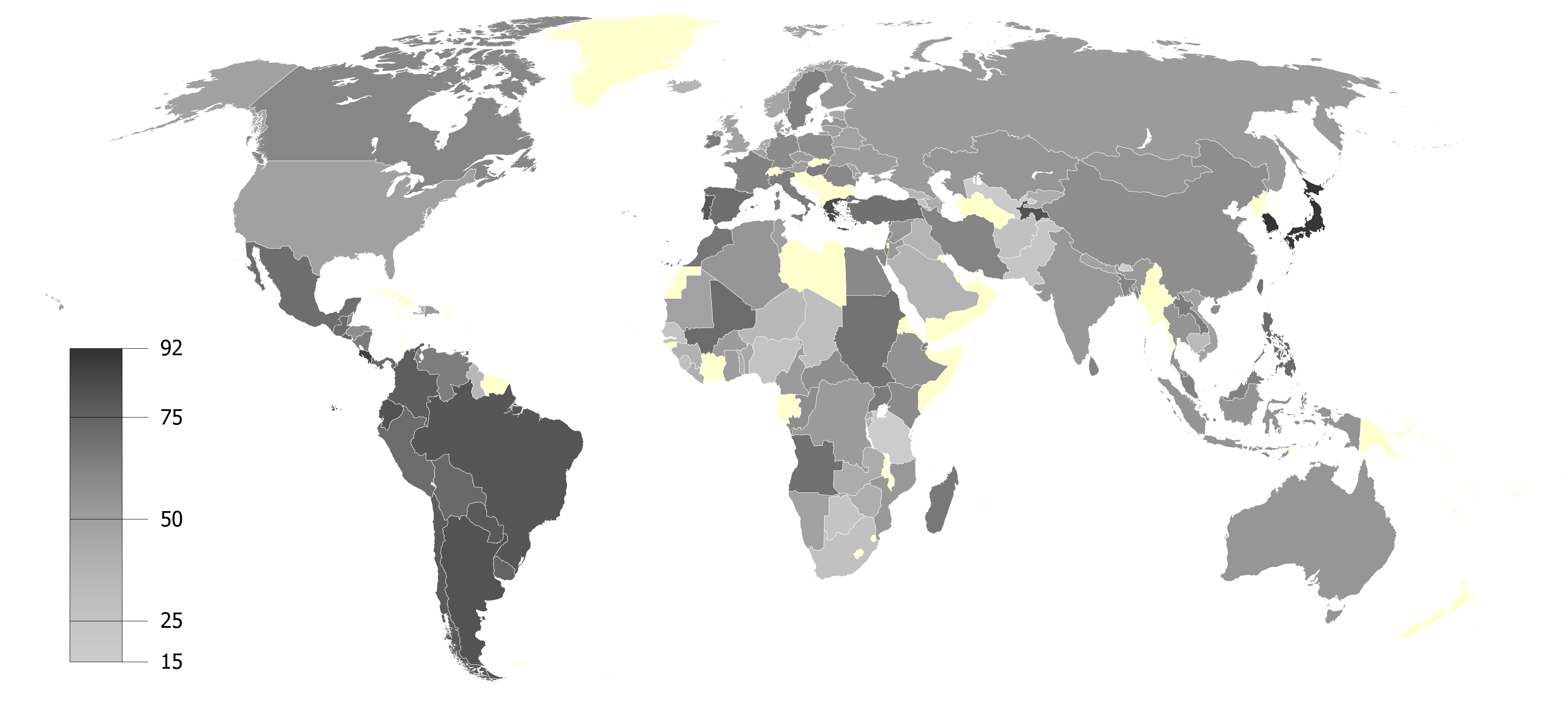
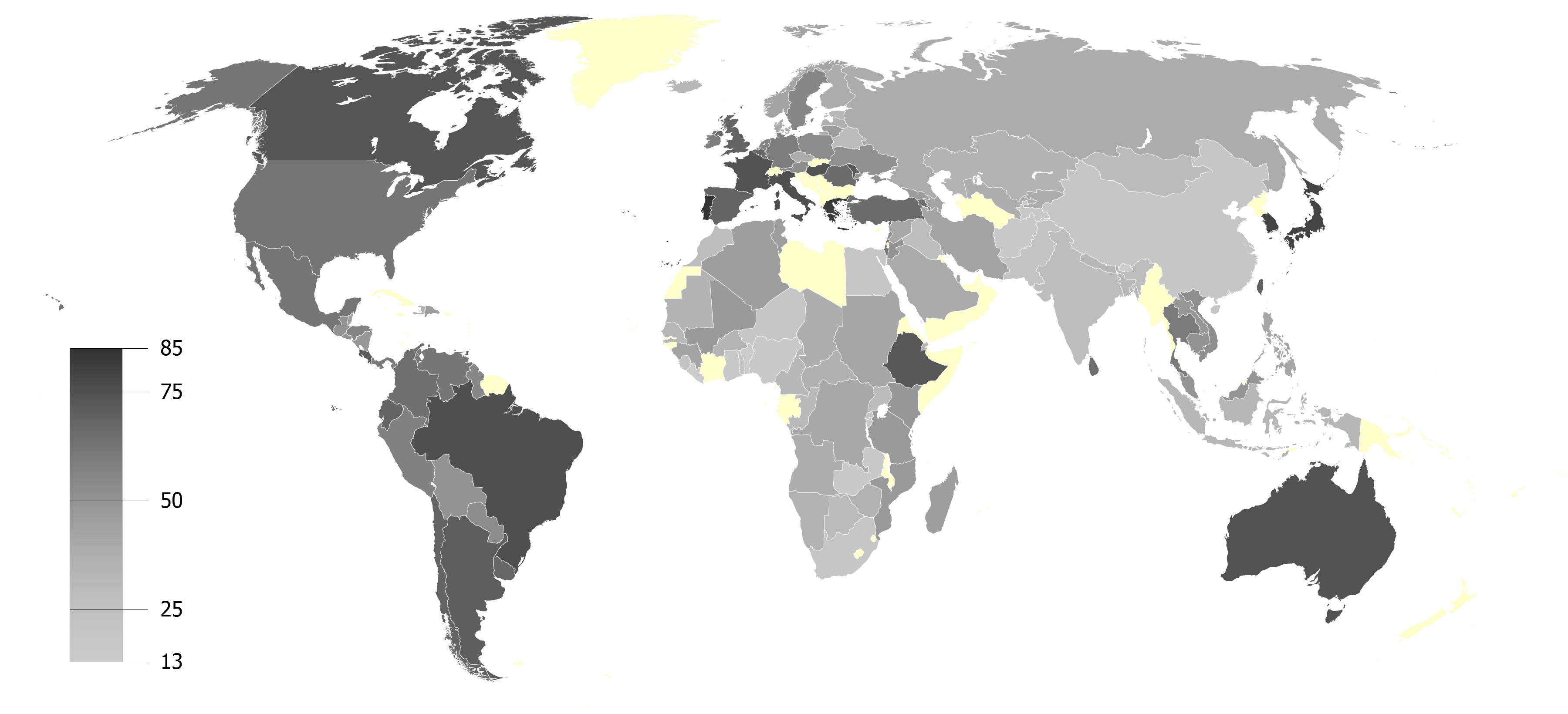
نسبت پاسخ بله وقتی که پرسیده شد : "افزایش دما بخشی از گرم شدن کره زمین یا تغییر آب و هوا است. آیا شما فکر می‌کنید افزایش دما [...] یک نتیجه از فعالیت‌های انسانی است ؟"
- نسبت پاسخ در در سال ۲۰۰۸ - ۲۰۰۹ که گرم شدن کره زمین یک تهدید جدی شخصی است.

## نظرات تغییرات آب و هوا بر اساس منطقه

### آفریقا
مردم آفریقا در مقایسه با خاورمیانه و مناطقی از آسیا نسبتاً در مورد تغییرات آب و هوا نگران هستند. با این حال، آن‌ها نسبت به بیشتر ساکنان آمریکای لاتین و اروپا کمتر نگران هستند. در حال حاضر، ۶۱٪ از مردم آفریقا تغییرات آب و هوایی را یک مشکل بسیار جدی می‌دانند و ۵۲٪ معتقدند که تغییر آب و هوا اکنون به مردم آسیب می‌رساند. در حالی که ۵۹٪ آفریقایی‌ها نگران خشکسالی یا کمبود آب هستند، تنها ۱۶٪ نگران هوای شدید هستند و ۳٪ نگران افزایش سطح دریا هستند. کشورهایی که در جنوب صحرای آفریقا وجود دارند، به ویژه با توجه به ۰٪ از انتشار دی‌اکسید کربن جهانی، از افزایش بیابان زایی بسیار مشکل دارند. در کشورهای جنوب صحرای آفریقا، نگرانی از تغییر اوضاع فقط به ۳۴ درصد از مردم می‌رسد که تغییرات آب و هوا را یک مسئله «بسیار» یا «تا حدودی جدی» می‌داند. با این وجود، بر اساس بررسی نگرش جهانی مرکز تحقیقات پیو در سال ۲۰۱۵، برخی از کشورهای خاص بیش از سایرین نگران هستند. در اوگاندا ۷۶٪ از مردم ،۶۸٪ در غنا، ۴۵٪ در آفریقای جنوبی و ۴۰٪ در اتیوپی تغییرات آب و هوا را یک مشکل بسیار جدی می‌دانند.

### آمریکای لاتین
آمریکای لاتین درصد بیشتری از افراد نگران تغییرات آب و هوایی را نسبت به سایر مناطق جهان دارد. طبق بررسی‌های مرکز تحقیقات پیو ، ۷۴٪ تغییرات آب و هوایی را یک مشکل جدی می‌دانند و ۷۷٪ می‌گویند که اکنون به مردم آسیب می‌رساند که ۲۰ امتیاز بالاتر از میانگین جهانی است. ۶۳٪ از مردم آمریکای لاتین بسیار نگران این هستند که تغییرات آب و هوا شخصاً به آنها آسیب برساند. وقتی به‌طور خاص تر مورد بررسی قرار می‌گیریم، ۸۱٫۵ درصد مردم مکزیک و آمریکای مرکزی بیشترین نگرانی را باور دارند که اعتقاد دارند تغییرات جوی مسئله‌ای بسیار جدی است. آمریکای جنوبی با ۷۵٪ کمی اضطراب دارد و کارائیب با میزان نسبتاً بالایی ۶۶٫۷٪ کمترین نگرانی را دارد. برزیل یک کشور مهم در سیاست تغییر جهانی آب و هوا است، زیرا یازدهم بزرگترین انتشار است و بر خلاف دیگر کشورها امیتر بزرگ، ۸۶٪ در نظر گرم شدن کره زمین به صورت یک مشکل بسیار جدی است. مقایسه با سایر نقاط جهان، آمریکای لاتین بیشتر با مردم درصدد نگرانی از تغییرات آب و هوایی است. علاوه بر این، در آمریکای لاتین، ۶۷٪ به مسئولیت شخصی در مورد تغییرات آب و هوا اعتقاد دارند و می‌گویند که مردم باید اصلاحات اساسی در شیوه زندگی را انجام دهند.

### اروپا
اروپایی‌ها مانند مردم آمریکای لاتین نگران تغییرات اقلیمی هستند. این در حالی است ، که مردم شرق اروپا نسبت به مردم غرب اروپا کمتر نگران تغیرات اقلیمی هستند. در اروپا، از ۸۸٪ تا ۹۷٪ از مردم احساس می‌کنند که تغییرات آب و هوا در حال وقوع است و دامنه‌های مشابه برای توافق بر سر تغییر تغییرات آب و هوایی ناشی از فعالیت‌های انسانی وجود دارد و تأثیرات آن بد خواهد بود. به‌طور کلی کشورهای اروپای شرقی اعتقاد کمی به تغییرات آب و هوا یا خطرات ناشی دارند که از آن، ۶۳٪ گفتند که بسیار جدی است، ۲۴٪ آن را جدی می‌دانند و فقط ۱۰٪ می‌گویند جدی نیست.

### آسیا و اقیانوسیه
به جز کشورهای جزیره کوچک، آسیا و اقیانوس آرام تمایل دارند که در مورد تغییرات اقلیمی کمتر نگران باشند و کشورهای در حال توسعه در آسیا نسبت به کشورهای توسعه یافته کمتر نگران باشند. در آسیا و اقیانوس آرام حدود ۴۵٪ از مردم بر این باورند که تغییرات آب و هوایی یک مشکل بسیار جدی است و به همین ترتیب ۴۸٪ معتقدند که اکنون به مردم آسیب می‌رساند. فقط ۳۷٪ از مردم آسیا و اقیانوس آرام بسیار نگران این هستند که تغییرات آب و هوایی به آنها آسیب برساند. ۷۷ درصد مردم هند از تلاش‌های کشورشان برای حفظ محیط زیست راضی هستند.

### خاورمیانه
در حالی که افزایش شدت خشکسالی و واقعیت‌های دیگر خطرناک هستند و ادامه خواهد داشت به صورت یک مشکل در شرق خاورمیانه، منطقه یکی از کوچکترین نرخ از نگرانی در جهان را دارد. ۳۸٪ معتقدند که تغییرات اقلیمی یک مشکل بسیار جدی است و ۲۶٪ معتقدند که تغییرات اقلیمی اکنون به مردم آسیب می‌رساند.
٪۳۸ مردم اسرائیل، ۴۰٪ مردم اردن، ۵۸٪ از مردم لبنان و ۵۳٪ از مردم ترکیه تغییرات اقلیمی را تهدید اصلی برای کشورشان می‌دانند. این در مقایسه با تعداد نسبتاً زیادی از ساکنانی است که معتقدند داعش تهدیدی بزرگ برای کشورشان است. از ۶۳٪ تا ۹۷٪. در این نظرسنجی، ۳۸٪ از خاورمیانه نگران خشکسالی و ۱۹٪ نگران دوره طولانی هوای گرم و غیرمعمول هستند. ۴۲٪ از تلاش‌های فعلی کشور خود برای حفظ محیط زیست راضی هستند.

### آمریکای شمالی
آمریکای شمالی برداشت‌های متفاوتی از تغییرات آب و هوایی دارد، از مکزیک و کانادا که هر دو بیشتر نگران هستند و ایالات متحده، دومین انتشار دهنده CO2 بزرگ جهان، که کمتر مورد توجه است. مکزیک بیشترین نگرانی راجع به تغییر آب و هوا سه کشور آمریکای شمالی دارد. ۹۰٪ تغییرات آب و هوا را یک مشکل بسیار جدی می‌دانند و ۸۳٪ معتقدند که تغییرات آب و هوایی در حال حاضر به‌طور اساسی به مردم آسیب می‌رساند.

## مقایسه اظهارات تغییرات اقلیمی
| منطقه               | تغییرات اقلیمی مشکل بسیار جدی است | تغییرات اقلیمی اکنون به مردم صدمه وارد می‌کند. | خیلی نگران از اینکه تغییرات اقلیمی به من آسیب می‌رساند |
| ------------------- | --------------------------------- | --------------------------------------------- | ----------------------------------------------------- |
| آمریکای لاتین       | ۷۴٪                               | ۷۷٪                                           | ۶۳٪                                                   |
| آفریقا              | ۶۱٪                               | ۵۲٪                                           | ۶۱٪                                                   |
| اروپا               | ۵۴٪                               | ۶۰٪                                           | ۲۷٪                                                   |
| کشورهای ماد         | ۵۴٪                               | ۵۱٪                                           | ۴۰٪                                                   |
| آسیا و اقیانوسیه    | ۴۵٪                               | ۴۸٪                                           | ۳۷٪                                                   |
| ایالات متحده آمریکا | ۴۵٪                               | ۴۱٪                                           | ۳۰٪                                                   |
| خاورمیانه           | ۳۸٪                               | ۲۶٪                                           | ۲۷٪                                                   |
| چین                 | ۱۸٪                               | ۲۹٪                                           | ۱۵٪                                                   |